# PSA Super Series Finals 1998/99
Die 6. PSA Super Series Finals der Herren fanden vom 11. bis 14. Mai 1999 in London, England statt. Das Squashturnier war Teil der PSA Tour 1998/99.
Titelverteidiger war Jansher Khan, der sich nicht für den Wettbewerb qualifiziert hatte. Im Endspiel besiegte Peter Nicol seinen Kontrahenten Ahmed Barada mit 15:8, 9:15, 15:9 und 15:11. Dies war Nicols erster Titelgewinn bei den Super Series Finals.

## Ergebnisse

### Gruppe A

#### Tabelle
| Pos. | Setzliste | Spieler          | Spiele | Sätze | Punkte |
| ---- | --------- | ---------------- | ------ | ----- | ------ |
| 1    | 4         | Paul Johnson     | 3:0    | 6:2   | 115:89 |
| 2    | 2         | Jonathon Power   | 2:1    | 4:2   | 76:68  |
| 3    |           | Martin Heath     | 1:2    | 3:4   | 85:70  |
| 4    |           | Stefan Casteleyn | 0:3    | 1:6   | 56:105 |

#### Ergebnisse
| Spieler        | Spieler          | Ergebnis            |
| -------------- | ---------------- | ------------------- |
| Jonathon Power | Stefan Casteleyn | 15:10, 15:7         |
| Paul Johnson   | Martin Heath     | 10:15, 15:8, 15:11  |
| Paul Johnson   | Stefan Casteleyn | 17:14, 13:15, 15:10 |
| Jonathon Power | Martin Heath     | 15:9, 15:12         |
| Martin Heath   | Stefan Casteleyn | walkover            |
| Paul Johnson   | Jonathon Power   | 15:12, 15:4         |

### Gruppe B

#### Tabelle
| Pos. | Setzliste | Spieler      | Spiele | Sätze | Punkte |
| ---- | --------- | ------------ | ------ | ----- | ------ |
| 1    | 1         | Peter Nicol  | 3:0    | 6:1   | 101:60 |
| 2    | 3         | Ahmed Barada | 2:1    | 5:2   | 92:60  |
| 3    |           | Anthony Hill | 1:2    | 2:5   | 62:101 |
| 4    |           | Rodney Eyles | 0:3    | 1:6   | 69:103 |

#### Ergebnisse
| Spieler      | Spieler      | Ergebnis            |
| ------------ | ------------ | ------------------- |
| Peter Nicol  | Anthony Hill | 15:8, 15:6          |
| Ahmed Barada | Rodney Eyles | 15:5, 15:9          |
| Ahmed Barada | Anthony Hill | 15:5, 15:0          |
| Peter Nicol  | Rodney Eyles | 15:7, 15:7          |
| Anthony Hill | Rodney Eyles | 13:15, 15:14, 15:12 |
| Peter Nicol  | Ahmed Barada | 11:15, 15:10, 15:7  |

### Halbfinale
| Spieler      | Spieler        | Ergebnis           |
| ------------ | -------------- | ------------------ |
| Peter Nicol  | Jonathon Power | 15:13, 15:2, 15:4  |
| Ahmed Barada | Paul Johnson   | 15:13, 15:8, 15:11 |

### Finale
| Spieler     | Spieler      | Ergebnis                |
| ----------- | ------------ | ----------------------- |
| Peter Nicol | Ahmed Barada | 15:8, 9:15, 15:9, 15:11 |